# Lechytia delamarei
Lechytia delamarei är en spindeldjursart som beskrevs av Vitali-di Castri 1984. Lechytia delamarei ingår i släktet Lechytia och familjen Lechytiidae. Inga underarter finns listade i Catalogue of Life.